# Biblioteca de Alcatraz

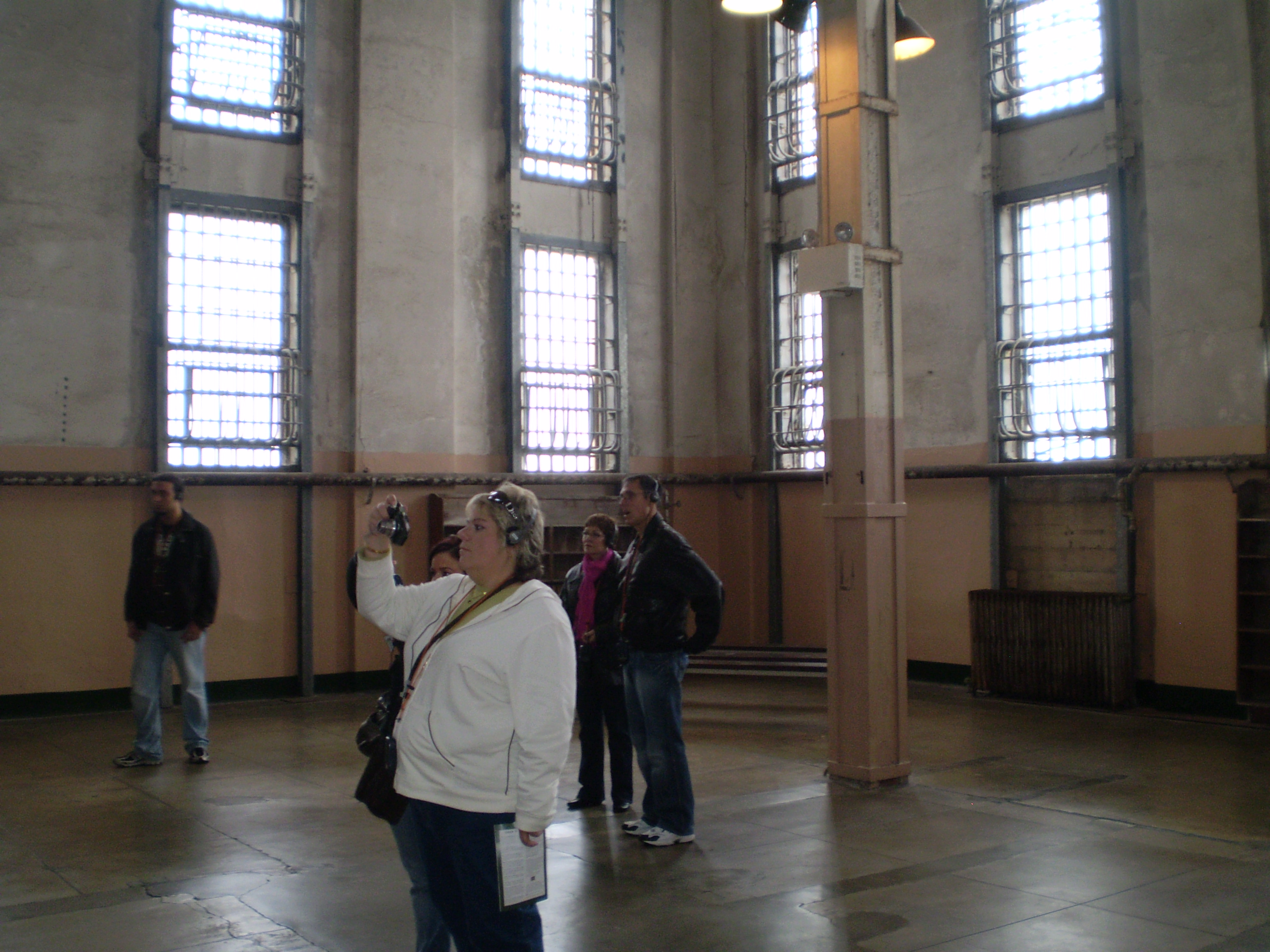
Biblioteca de Alcatraz

La biblioteca de Alcatraz fue una biblioteca usada por los internos de la Prisión Federal de Alcatraz. Estaba localizada al final del Bloque-D. Cuando los presos entraban a Alcatraz se les daba una tarjeta y un catálogo de los libros de la biblioteca. Los presos hacían sus pedidos poniendo un comprobante con su tarjeta en una caja en la entrada del comedor antes del desayuno, y los libros se les entregaban en sus celdas por un bibliotecario. La librería, tenía una colección de 10 000 a 15 000 libros, principalmente por libros que sobraban de los días de la armada.
Los presos tenían derecho a pedir un máximo de tres libros, junto con hasta 12 libros de texto, una Biblia y un diccionario. Se les permitía leer periódicos y subscribirse a ciertas revistas, pero las hojas relacionadas con crímenes eran arrancadas. El sexo, el delito y la violencia estaban prohibidos en todos los libros y revistas. La biblioteca estaba controlada por un capellán que regulaba la censura y naturaleza de los libros y revistas para asegurar que era material sano. Si los presos no regresaban los libros en la fecha acordada, se les podían quitar sus privilegios. Hay un letrero hoy en día con un extracto de uno de los folletos de 1960 de la Agencia Federal de Prisiones que dice: «estos hombres leen más literatura seria que una persona ordinaria en la comunidad». Algunos filósofos populares eran Kant, Schopenhauer, Hegel, etc. Otros autores incluyen a Jack London, Sinclair Lewis, Washington Irving, Zane Grey, Hamilton Garland, Alexandre Dumas, Daniel Defoe, Joseph Conrad, Cervantes y algunas de las revistas son Adventure to Time, Better Homes and Gardens y Library Digest. Se le agregó más adelante una librería de derecho al Bloque-A.
Hay una escena en la biblioteca de Alcatraz en la película de Clint Eastwood en 1979, Fuga de Alcatraz, en el que el personaje de Eastwood, Frank Morris, conversa con otro preso.